# Чорноославська сільська рада
| Чорноославська сільська рада — орган місцевого самоврядування у Надвірнянському районі Івано-Франківської області з адміністративним центром у с. Чорні Ослави. Водоймища на території, підпорядкованій даній раді: річка Ослава. Сільській раді підпорядковані населені пункти: - с. Чорні Ослави — 2 012 ос.; площа 19,694 км² |

## Історія
17 січня 1940 року село Ослави Чорні увійшло до новоствореного Делятинського району й утворена сільська рада. 13 листопада того ж року у зв'язку з ліквідацію Делятинського району сільська рада Ослави Чорні приєднана до Яремчанського району.

## Склад ради
Рада складається з 20 депутатів та голови.

### Керівний склад ради
| ПІБ                       | Основні відомості                                                                                        | Дата обрання | Дата звільнення |
| ------------------------- | --- | ------------ | --------------- |
| Василь Васильович Попович | Сільський голова, 1968 року народження, освіта незакінчена вища, член Конгресу Українських Націоналістів | 26.03.2006   | 31.10.2010      |
| Василь Васильович Попович | Сільський голова, 1968 року народження, освіта незакінчена вища, член Конгресу Українських Націоналістів | 31.10.2010   |                 |

Примітка: таблиця складена за даними джерела